# Saxetania alticola
Saxetania alticola är en insektsart som beskrevs av Bei-bienko 1967. Saxetania alticola ingår i släktet Saxetania och familjen Pamphagidae. Inga underarter finns listade i Catalogue of Life.